# Barnabus Oriani
Barnaba Oriani (Barnabus Oriani) va néixer el 17 de juliol de 1752 a Carignano, Piemont, i va morir el 12 de novembre de 1832 a Milà. Va ser un científic, astrònom i geodèsic italià.

## Biografia
Oriani va néixer a Carignano, després de cursar estudis elementals a la ciutat natal, va anar a estudiar a Milà, sota la tutela dels Barbabites, als quals s'uní posteriorment. Després de completar els seus estudis d'humanitats, Física, Matemàtica, filosofia i teologia, va ser ordenat sacerdot el 1775.
Quan Napoleó va establir la república de Llombardia, Oriani va refusar a prestar jurament contra la monarquia, el nou govern republicà va modificar el jurament de fidelitat per ell. Es va mantenir en la seva posició a l'observatori i va ser president de la comissió nomenada per a regular el nou sistema de pesos i mesures.
Quan la república va formar part del regne napoleònic, Oriani va ser guardonat amb la creu de ferro de la Llombardia i la Legió d'Honor, va ser nomenat comte i senador, i va ser nomenat per a mesurar l'arc del Meridià entre el zenit de Rímini i Roma.
Oriani va ser amic del monjo teatí Giuseppe Piazzi, el descobridor de Ceres. Oriani i Piazzi va treballar junts durant 37 anys, cooperant en moltes observacions astronòmiques.

## Astronomia
Oriani va treballar a l'observatori astronòmic de Brera a Milà el 1776, el 1778 va ser assistent d'astrònom i director el 1802. el 1778 va començar a publicar diverses dissertacions sobre objectes astronòmics, les Effemeridi di Milano (Efemèrides de Milà).
Va investigar en les àrees de la refracció astronòmica, l'obliqüitat de l'eclíptica i la teoria orbital, no obstant la seva gran aportació va ser la seva detallada investigació del planeta Urà, descobert per Sir William Herschel el 1781, calculant les seves que va publicar el 1793. El 1789, Oriani va millorar els seus càlculs al tenir en compte els efectes gravitacionals de Júpiter i Saturn.
A més de les seves contínues contribucions a les efemèrides, va publicar una sèrie de memòries sobre trigonometria esfèrica: les Memorie dell' Istituto Italiano, 1806-10, i les Istruzione suelle misure e sui pesi, 1831.
Degut al seu treball en astronomia, es va nomenar l'asteroide (4540) "Oriani" en honor seu. Aquest asteroide va ser descobert a l'observatori San Vittore de Bolonya a Itàlia el 6 de novembre del 1988.